# Saldinia myrtilloides
Saldinia myrtilloides är en måreväxtart som beskrevs av Cornelis Eliza Bertus Bremekamp. Saldinia myrtilloides ingår i släktet Saldinia och familjen måreväxter. Inga underarter finns listade i Catalogue of Life.